# Oră de vârf 2
Oră de vârf 2 este un film acțiune-comedie lansat la data de 3 august 2001, care îi are în rolurile principale pe Jackie Chan și Chris Tucker. Este al doilea film din seria Oră de vârf. Filmul este regizat de Brett Ratner. Oră de vârf 2 este urmat de un al treilea film, Oră de vârf 3, lansat în anul 2007.

## Actori
- Jackie Chan
- Chris Tucker
- John Lone
- Alan King
- Roselyn Sánchez
- Harris Yulin
- Zhang Ziyi
- Kenneth Tsang
- Lisa LoCicero
- Mei Melançon
- Maggie Q
- Don Cheadle
- Audrey Quock
- Ernie Reyes, Jr.
- Joel McKinnon Miller
- Jeremy Piven
- Brad Allan
- Philip Baker Hall
- Oscar Goodm